# Eupithecia granata
Eupithecia granata är en fjärilsart som beskrevs av András Vojnits 1979. Eupithecia granata ingår i släktet Eupithecia och familjen mätare. Inga underarter finns listade i Catalogue of Life.